# Limnanthes floccosa
Limnanthes floccosa ist eine Pflanzenart aus der Gattung Limnanthes innerhalb der Familie der Limnanthaceae. Sie kommt mit fünf Unterarten in den westlichen USA nur im nördlichen Kalifornien und im südlichen Oregon vor und wird dort (englisch woolly meadowfoam) genannt. Die meisten der fünf Unterarten haben ein stark begrenztes Verbreitungsgebiet und werden daher als „stark gefährdet“ oder „gefährdet“ angesehen.

## Beschreibung

### Vegetative Merkmale
Limnanthes floccosa ist eine einjährige krautige Pflanze, Der aufrechte oder niederliegende Stängel ist 3 bis 25 Zentimeter lang. Die Laubblätter sind kahl oder spärlich behaart; sie sind 1 bis 8 Zentimeter lang und geteilt. Die fünf bis elf Blättchen sind länglich bis eiförmig-elliptisch, ganzrandig, gezähnt oder gelappt.

### Generative Merkmale
Die Blütezeit reicht in den USA von März bis Mai, gelegentlich bis in den Juni. Die Blüten sind urnen-, tassen oder glockenförmig. Die Kelchblätter sind 4 bis 10 Millimeter lang. Die Kronblätter 4,5 bis 10 Millimeter, also mehr oder weniger gleich lang wie die Kelchblätter. Sie sind weiß und über der Frucht gebogen. Die Staubfäden sind 2 bis 7 Millimeter lang und die Staubbeutel sind 0,4 bis 1,5 Millimeter lang.
Die Früchte sind Doppelachänen (englisch mericarps).

## Vorkommen
Als Lebensräume von Limnanthes floccosa werden allgemein frühjahrsfrische Bereiche genannt, im Speziellen das Chaparral, montane Wälder, Wiesen der Täler und Bergausläufer sowie die Ufer im Frühjahr wasserführender Tümpel.
Die am weitesten verbreitete Unterart (floccosa) kommt sowohl in Kalifornien als auch in Oregon vor. Zwei Unterarten (pumila und grandiflora) sind für Süd-Oregon endemisch.
Das Jepson Manual, eine Flora von Kalifornien, beschreibt nur eine für den Bundesstaat endemische Unterart (californica), doch die Flora of North America führt eine zweite (bellingeriana) auf. (Das Jepson Manual führt die Unterart bellingeriana als „vermeintliche“ Unterart „aus den Ausläufern der Kaskadenkette, die noch weiterer Untersuchungen bedarf“.)

## Systematik
Die Erstveröffentlichung von Limnanthes floccosa erfolgte durch Thomas J. Howell
Limnanthes floccosa wird der Sektion inflexae der Gattung zugeordnet, weil die Kronblätter wie bei allen Vertretern der Sektion über die Frucht gekrümmt sind, wenn diese reift. Die meisten Populationen der Art sind mindestens teilweise autogam (selbst-befruchtend).
Limnanthes floccosa kann leicht von den anderen Arten der Sektion unterschieden werden, da ihre Kronblätter nicht viel länger, oft sogar kürzer sind als die Kelchblätter. Die Blüten bleiben selbst bei Reife meist geschlossen, im Gegensatz zum Beispiel zu Limnanthes douglasii subsp. nivea (englisch Table Mountain meadowfoam).
Es gibt mehrere Unterarten von Limnanthes floccosa:

### UnterartLimnanthes floccosasubsp.floccosa
Limnanthes floccosa Howell subsp. floccosa (englisch Woolly meadowfoam) kommt im nördlichen Kalifornien und südlichen Oregon vor. Ihr Verbreitungsgebiet überschneidet sich mit den jeweils stark eingeschränkten Gebieten, in denen alle anderen Unterarten zu finden sind. Daher wird an den meisten Orten, an denen eine der selteneren Unterarten zu finden ist, auch Limnanthes floccosa subsp. floccosa gefunden, was eine genaue Bestimmung kritisch macht.
Obwohl weit verbreitet, ist dieses Taxon nirgends häufig.
Der Unterschied zu den beiden in Oregon endemischen Unterarten Limnanthes floccosa subsp. pumila und Limnanthes floccosa subsp. grandiflora sowie zur nordkalifornischen Limnanthes subsp. bellingeriana besteht in der dichten Behaarung von Kronblättern und Laubblättern (daher der englische Trivialname „woolly“), wogegen die drei anderen Unterarten nur spärlich behaarte Laubblätter haben sowie Kronblätter, die entweder kahl oder nur einseitig behaart sind.
Die Unterart Limnanthes floccosa subsp. floccosa kann von der gefährdeten Unterart Limnanthes floccosa subsp. californica (englisch Butte County meadowfoam) anhand der Form der Blüte sowie dem Fehlen von Haaren an der Basis der Kronblätter bei floccosa unterschieden werden. Einige Merkmale der Früchte sind auch für die Bestimmung hilfreich.

### UnterartLimnanthes floccosasubsp.bellingeriana
Limnanthes floccosa subsp. bellingeriana (M.Peck) C.T.Mason (englisch Bellinger's meadowfoam) wurde nach dem Ehepaar Dr. Grover C. und Hattie Bellinger benannt, die Exemplare dieses Taxons 1936 erstmals sammelten. Sie kommt in den Gebirgsausläufern des nördlichen Kalifornien vor. Die Unterart bellingeriana kann von den anderen Unterarten daran unterschieden werden, dass sie eine glocken- oder urnenförmige Blüte, unbehaarte (oder nur spärlich behaarte) Kelchblätter und an der Basis kahle Kronblätter aufweist. Die Laubblätter und Stängel sind kahl.

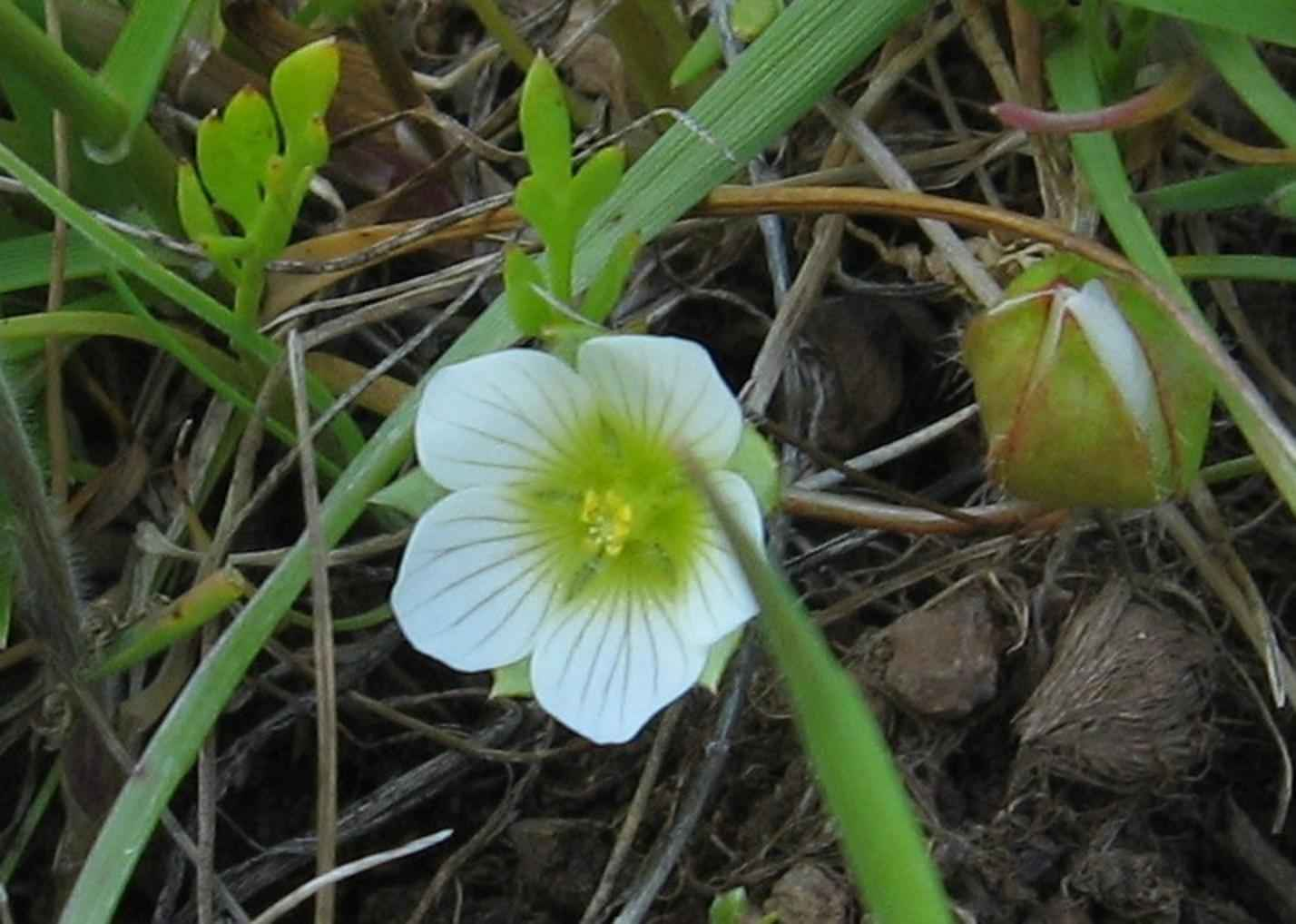
Blüte und Blütenknospe von Limnanthes subsp. grandiflora

### UnterartLimnanthes floccosasubsp.grandiflora
Limnanthes floccosa subsp. grandiflora Arroyo (englisch Big-flowered woolly meadowfoam) ist nur aus den im Frühjahr feuchten Biotoptypen wie temporären Gewässern und den angrenzenden Mündungen von Fließgewässern sowie in angrenzenden feuchten Auen der Agate Desert, einem Gebiet in der Nähe von White City in Oregon bekannt. Diese Unterart hat im Gegensatz zu floccosa nur spärlich behaarte Blätter und Sprosse. Außerdem kann sie von den anderen Unterarten durch ihre tassenförmigen Blüten und die Behaarung ihrer Kelchblätter, die an der äußeren Basis spärlich und an den Innenseiten der Spitzen dicht ist, unterschieden werden. Die Kronblätter sind entlang der Ränder der Basis behaart.

### UnterartLimnanthessubsp.pumila
Limnanthes floccosa subsp. pumila (Howell) Arroyo (englisch Dwarf woolly meadowfoam) besiedelt im Gegensatz zu den anderen Unterarten die Ränder frühjahrsfeuchter temporärer Gewässer und die feuchteren Gebiete auf den Upper and Lower Table Rocks sowie die Lava-Formationen im mittleren Rogue River Valley im Jackson County in Oregon. Die nur 3,9 in (99 mm) großen Pflanzen können an den tassenförmigen Blüten mit beidseits unbehaarten Kelchblättern und den an den Rändern der Basis behaarten Kronblättern erkannt werden. Wie bei der Unterart Limnanthes floccosa subspec. bellingeriana sind die Blätter und Sprosse unbehaart.

### UnterartLimnanthessubsp.californica

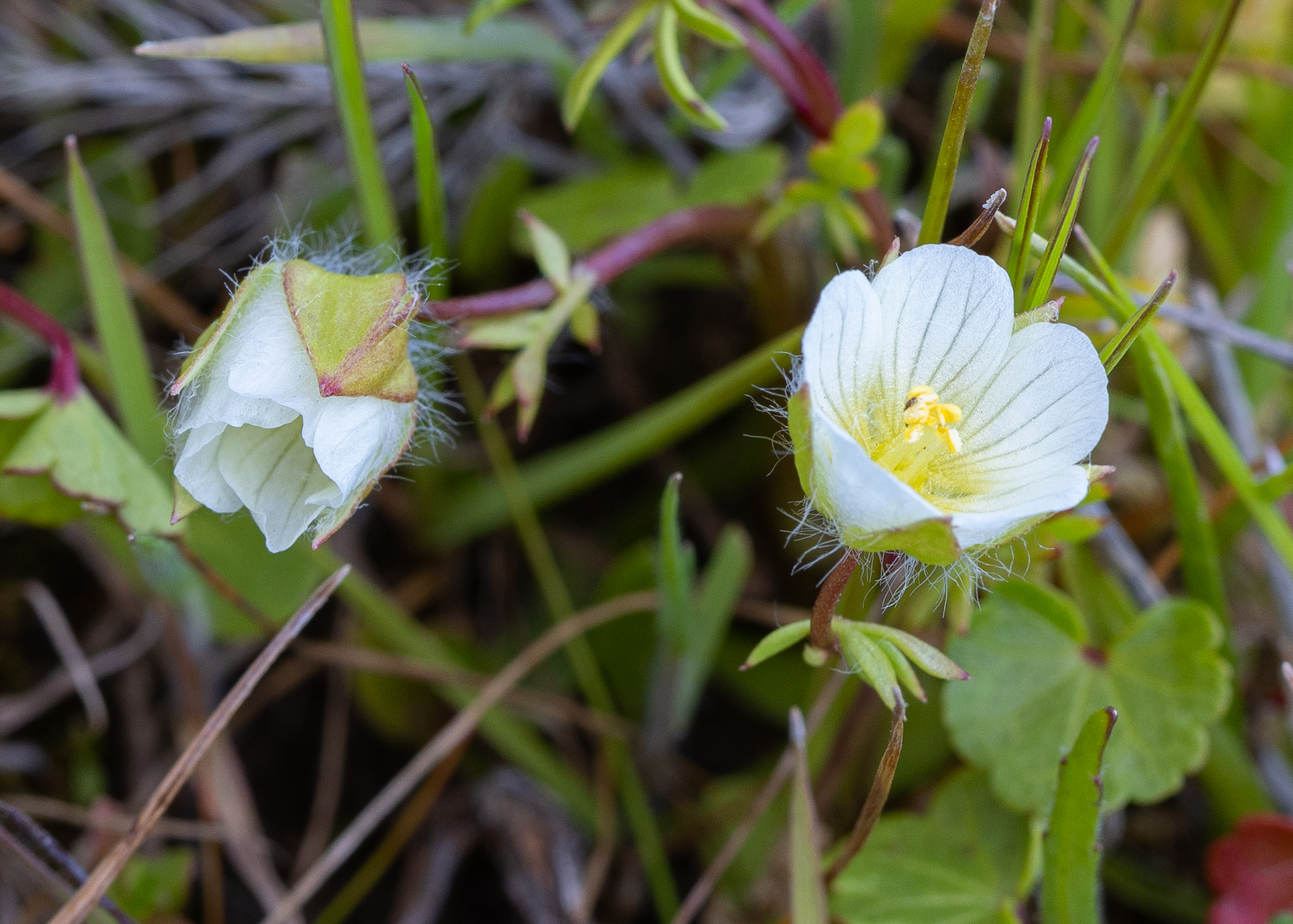
Limnanthes floccosa subsp. californica

Limnanthes floccosa subsp. californica Arroyo (englisch Butte County meadowfoam, Shippee meadowfoam) ist eine gefährdete Unterart, die für Butte County in Kalifornien endemisch ist. Die Landinanspruchnahme durch Siedlungsentwicklung im Gebiet der in Butte County gelegenen Stadt Chico einschließlich des Autobahn-Ausbaus und des Baus einer Schule sowie einer Kirche hatten Auswirkungen auf den Gefährdungsstatus auf Bundes- und Bundesstaats-Ebene. Der lokal bekannte Blogger Anthony Watts wurde in den Konflikt gezogen, als er vorschlug, die gefährdete Unterart könne „zur Rettung in Kultur genommen“ werden.
Es ist möglich, dass diese Unterart genetische Ressourcen für die fortschreitende Kultivierung der Art bietet. Das verfügbare Areal wird immer noch durch die bauliche Entwicklung eingeschränkt.
Von den anderen Unterarten kann Limnanthes floccosa subsp. californica durch die tassenförmigen Blüten mit dicht behaarten Kelchblättern und den an den Rändern der Basis behaarten Kronblättern unterschieden werden. Blätter und Sprosse sind dicht behaart.
|                                  | floccosa         | californica   | bellingeriana                    | grandiflora | pumila                                             |
| -------------------------------- | ---------------- | ------------- | -------------------------------- | ----------- | -------------------------------------------------- |
| Laubblätter                      | dicht behaart    | dicht behaart | kahl                             | kahl        | kahl (oder nur spärlich behaart)                   |
| Blütenform                       | Glocke oder Urne | Tasse         | Glocke oder Urne                 | Tasse       | Tasse                                              |
| Kelchblätter                     | dicht behaart    | dicht behaart | kahl (oder nur spärlich behaart) | kahl        | nur auf der Innenseite an der Spitze dicht behaart |
| Ränder der Basis der Kronblätter | kahl             | behaart       | kahl                             | behaart     | behaart                                            |

## Gefährdung und Schutz
Limnanthes floccosa ist durch Beweidung sowie den Ausbau von Straßen gefährdet. Damit bestehen auch potentielle Gefahren durch die Siedlungsentwicklung. Es besteht möglicherweise eine Gefährdung durch invasive Pflanzenarten.
Die vielleicht „populärste“ Unterart von Limnanthes floccosa ist californica, nicht weil sie am häufigsten ist (sie ist sehr unauffällig), sondern weil dieses Taxon im Fokus eines bedeutenden Konflikts stand. Diese Unterart ist nur von etwa einem Dutzend Plätzen im Butte County (Kalifornien) bekannt und als gefährdete Art gesetzlich geschützt. Der Konflikt eskalierte zwischen denen, die die verbliebenen Populationen erhalten wollten, und jenen, die den für das Fortkommen der Unterart kritischen Lebensraum für wirtschaftliche Aktivitäten nutzen wollten.

## Nutzung
Einige Unterarten von Limnanthes floccosa wurden genutzt, um einen Cultivar der Art Limnanthes alba zu verbessern. Diese Kulturpflanze wird wegen des aus den Samen gewonnenen Öls angebaut, welches langkettige Fettsäuren (mit mehr als 20 Kohlenstoff-Atomen) enthält, gegen Oxidation hochstabil, geruchlos und sehr geschmeidig ist. Das Öl wird in der Kosmetikaherstellung eingesetzt. Der Anbau erfolgt unter anderem im Willamette Valley in Oregon.